# Stephan Hocke
Stephan Hocke (* 20. Oktober 1983 in Suhl) ist ein ehemaliger deutscher Skispringer. Sein größter Erfolg war der Gewinn der Goldmedaille im Teamwettbewerb bei den Olympischen Winterspielen 2002 in Salt Lake City.

## Werdegang
Hocke begann 1992 mit der Ausübung der Nordischen Kombination, bei der sein Vater Trainer eines DSV-Kaders war. Im Alter von 14 Jahren wechselte er zum Spezialspringen. In der Saison 1997/98 konnte er mit dem Sieg bei der Deutschen Juniorenmeisterschaft seinen ersten Erfolg feiern. Beim Sommer-Grand-Prix 2001 startete er erstmals bei einem internationalen Wettbewerb. Nachdem er dort auf Anhieb den 20. Platz hatte belegen können, nahm er auch an den sich anschließenden Grand-Prix-Wettbewerben in Japan teil, wo er mit einem neunten Platz in Sapporo erstmals unter die besten zehn sprang.
Beim Ende November 2001 im finnischen Kuopio stattfindenden Saisonauftakt des Skisprung-Weltcups 2001/02 konnte er mit einem siebten und einem fünften Platz abermals Plätze unter den besten zehn belegen. Beim folgenden Weltcup in Titisee-Neustadt belegte er als Dritter seinen ersten Podestplatz. Eine Woche später, am 15. Dezember 2001, feierte er beim Weltcupspringen von der Gross-Titlis-Schanze in Engelberg seinen einzigen Weltcupsieg. Bei der folgenden Vierschanzentournee brachte er stabile Leistungen und belegte am Ende den zehnten Platz in der Tourneewertung. Beim darauf stattfindenden Weltcup in Willingen konnte er im Teamwettbewerb mit der Mannschaft mit dem dritten Platz einen weiteren Podestplatz belegen.
Aufgrund seiner Leistungen wurde Hocke für die Olympischen Winterspiele 2002 in Salt Lake City nominiert. Nachdem er im Wettbewerb von der Normalschanze nicht eingesetzt worden war, landete er im Einzelwettbewerb von der Großschanze auf dem zwölften Platz. Beim zum Abschluss stattfindenden Teamwettbewerb von der Großschanze gewann er zusammen mit Sven Hannawald, Martin Schmitt und Michael Uhrmann die Goldmedaille.
Der Rest der Weltcupsaison verlief für Hocke durchwachsen: Zwar wurde er mit dem Team in Lahti Dritter, doch konnte er bei den Einzelwettbewerben keine vorderen Platzierungen mehr belegen. Seine guten Resultate vom Saisonbeginn waren jedoch ausreichend für den neunten Platz in der Gesamtweltcupwertung.
In den folgenden Jahren wechselte Hocke immer wieder zwischen dem Weltcup, wo ihm nur noch selten Spitzenresultate gelangen, und dem zweitklassigen Continental Cup.
Ende August 2003 stürzte er bei einem Trainingssprung von der Bergiselschanze in Innsbruck schwer und zog sich unter anderem eine Fraktur des Brustwirbels sowie mehrere Haarrisse zu. Trotzdem konnte er bereits im November 2003 wieder am Weltcup teilnehmen.
Im Winter 2004/05 zeigte er zunächst ähnlich durchwachsene Leistungen wie in den Jahren zuvor, konnte sich jedoch im Laufe der Zeit steigern und erzielte am 11. Februar 2005 in Pragelato mit dem fünften Platz sein bestes Ergebnis seit über zwei Jahren. Am 12. Februar 2005 wurde er im Teamwettbewerb eingesetzt und konnte mit der Mannschaft einen dritten Platz feiern. Aufgrund dieser guten Leistungen wurde er in das deutsche Aufgebot für die Nordischen Skiweltmeisterschaften 2005 in Oberstdorf berufen. Dort konnte er sich jedoch bei der teaminternen Ausscheidung nicht durchsetzen und nahm als Ersatzmann nur an den offiziellen Trainingsdurchgängen teil. Beim zum Saisonabschluss stattfindenden Skifliegen im slowenischen Planica konnte er seine persönliche Bestweite von 208,5 m aufstellen.
Mitte November 2006 stürzte er bei einem Trainingslehrgang in Ramsau am Dachstein und brach sich das linke Schlüsselbein. Bereits am letzten Dezemberwochenende konnte er wieder in den Continental Cup einsteigen. Beim Teamspringen am 11. Februar 2007 in Willingen belegte er einen weiteren dritten Platz. Im Anschluss nahm er an den Nordischen Skiweltmeisterschaften 2007 in Sapporo teil. Von der Großschanze verpasste er den zweiten Durchgang nur knapp, von der Normalschanze belegte er den 27. Rang. Im Teamwettbewerb war die deutsche Mannschaft mit Hocke aufgrund der zuvor erfolgten Verletzung von Michael Uhrmann chancenlos und landete abgeschlagen auf dem achten Platz.
Unmittelbar vor der Vierschanzentournee 2012/13 gab Stephan Hocke sein sofortiges Karriereende bekannt. Grund sei die Materialschlacht im Skispringen sowie schlechte Trainingsbedingungen in seiner Heimat in Thüringen.
Hocke ist Absolvent des Sportgymnasiums Oberhof und trat im Sommer 2003 der Sportfördergruppe der Bundeswehr bei. Später studierte er Sportwissenschaften an der Friedrich-Schiller-Universität Jena.

## Erfolge

### Weltcupsiege im Einzel
| Nr. | Datum             | Ort       | Typ         |
| --- | ----------------- | --------- | ----------- |
| 1.  | 15. Dezember 2001 | Engelberg | Großschanze |

### Continental-Cup-Siege im Einzel
| Nr. | Datum             | Ort       | Typ           |
| --- | ----------------- | --------- | ------------- |
| 1.  | 18. August 2001   | Rælingen  | Normalschanze |
| 2.  | 11. Januar 2008   | Sapporo   | Normalschanze |
| 3.  | 9. Dezember 2008  | Rovaniemi | Normalschanze |
| 4.  | 10. Dezember 2008 | Rovaniemi | Normalschanze |
| 5.  | 13. Dezember 2008 | Vikersund | Großschanze   |
| 6.  | 14. Dezember 2008 | Vikersund | Großschanze   |
| 7.  | 7. Dezember 2010  | Rovaniemi | Normalschanze |
| 8.  | 8. Dezember 2010  | Rovaniemi | Normalschanze |
| 9.  | 12. Dezember 2010 | Vikersund | Großschanze   |

### Continental-Cup-Siege im Team
| Nr. | Datum              | Ort        | Typ           |
| --- | ------------------ | ---------- | ------------- |
| 1.  | 5. August 2001     | Oberstdorf | Normalschanze |
| 2.  | 30. September 2001 | Oberhof    | Großschanze   |

## Statistik

### Weltcup-Platzierungen
| Saison  | Platz | Punkte |
| ------- | ----- | ------ |
| 2001/02 | 09.   | 508    |
| 2002/03 | 52.   | 036    |
| 2003/04 | 34.   | 115    |
| 2004/05 | 27.   | 183    |
| 2005/06 | 82.   | 002    |
| 2006/07 | 65.   | 016    |
| 2007/08 | 45.   | 038    |
| 2008/09 | 32.   | 145    |
| 2009/10 | 80.   | 003    |
| 2010/11 | 31.   | 132    |
| 2011/12 | 36.   | 107    |

### Grand-Prix-Platzierungen
| Saison | Platz | Punkte |
| ------ | ----- | ------ |
| 2001   | 22.   | 69     |
| 2002   | 21.   | 61     |
| 2003   | 57.   | 02     |
| 2005   | 53.   | 12     |
| 2006   | 62.   | 14     |
| 2007   | 34.   | 58     |
| 2008   | 39.   | 61     |
| 2009   | 44.   | 36     |
| 2010   | 79.   | 03     |
| 2011   | 37.   | 58     |

### Schanzenrekorde
| Ort       | Land    | Weite               | aufgestellt am    | Rekord bis        |
| --------- | ------- | ------------------- | ----------------- | ----------------- |
| Engelberg | Schweiz | 134,0 m (HS: 137 m) | 15. Dezember 2001 | 15. Dezember 2001 |